# Фортриу
Фортриу — королевство или часть королевства пиктов, располагавшаяся на юге Шотландии севернее вала Антонина. Иногда этим именем называют всё королевство пиктов, помимо Фортриу включавшее и северные области современной Шотландии. В VI веке Фортриу на 30 лет было захвачено англами Нортумбрии, и освобождено королём Бриде III только в 685 году. В 843 году, вместе со всеми землями страны пиктов, вошло в королевство скоттов и пиктов Альба.